# Središnjica za obavještajno djelovanje
Središnjica za obavještajno djelovanje (kratica SOD) je pristožerna postrojba Glavnog stožera Oružanih snaga RH, ustrojena krajem 2014. od dotadašnje Središnjice elektroničkog izviđanja i dijela Vojnoobavještajne bojne HKoV-a.
Središnjica za obavještajno djelovanje provodi poslove strategijskog elektroničkog izviđanja za potrebe sigurnosno-obavještajnih agencija Republike Hrvatske, u skladu sa zakonom kojim je reguliran sigurnosno-obavještajni sustav,  pruža združenu obavještajnu potporu Oružanim snagama u izvršenju mirnodopskih zadaća,  provedbi ratnih i neratnih operacija te je nositelj obuke i razvoja vojno-obavještajnog roda u Oružanim snagama.
Kao nova cjelina unutar SOD-a ustrojeno je i Središte za besposadne zrakoplovne sustave te je nabavom novog besposadnog zrakoplovnog sustava vraćena sposobnost obavještajne potpore iz zraka za operativnu i strategijsku razinu. Središte za besposadne sustave upravlja besposadnim letjelicama Orbiter 3b.
Središte za besposadne zrakoplovne sustave smješteno je u vojarni Hrvatski branitelji Istre u Puli.

## Poveznice
- Sigurnosno-obavještajni sustav u Hrvatskoj‎
- Glavni stožer OS RH